# 天保奴
天保奴（？—1388年），北元后主脫古思鐵木兒的太子，孛儿只斤氏。
他随父亲居于漠北。1388年春，明朝大将蓝玉在捕鱼儿海大败北元军，脱古思帖木儿以其太子天保奴、知院捏怯来、丞相失烈门等数十骑逃走，余众近八万人全部被俘虏。十月，脱古思帖木儿、天保奴在土拉河遭阿里不哥后裔也速迭尔袭杀，捏怯来、失烈门降明。